# Gambá-de-orelha-preta
O gambá-de-orelha-preta (Didelphis aurita), também conhecido como saruê, sariguê, micurê, mucura, ou timbu, é uma espécie de gambá que habita o Brasil, Argentina e Paraguai.
Esta espécie, que por algum tempo foi considerada uma população de gambá-comum (D. marsupialis), foi originalmente descrita como D. azarae por Coenraad Jacob Temminck em 1824, mas esse nome foi dado incorretamente ao gambá-de-orelha-branca (D. albiventris) por mais de 160 anos. Como tal, o nome azarae foi abandonado.

## Etimologia
A etimologia de gambá é controvertida, mas pode vir da língua tupi. As designações sariguê (e seu feminimo sarigueia) e saruê advém do tupi sari'gwe, enquanto micurê também tem origem indígena, mas sua etimologia é desconhecida. Outro de seus nomes, mucura, originou-se no tupi mu'kura, que significa gambá.

## Descrição

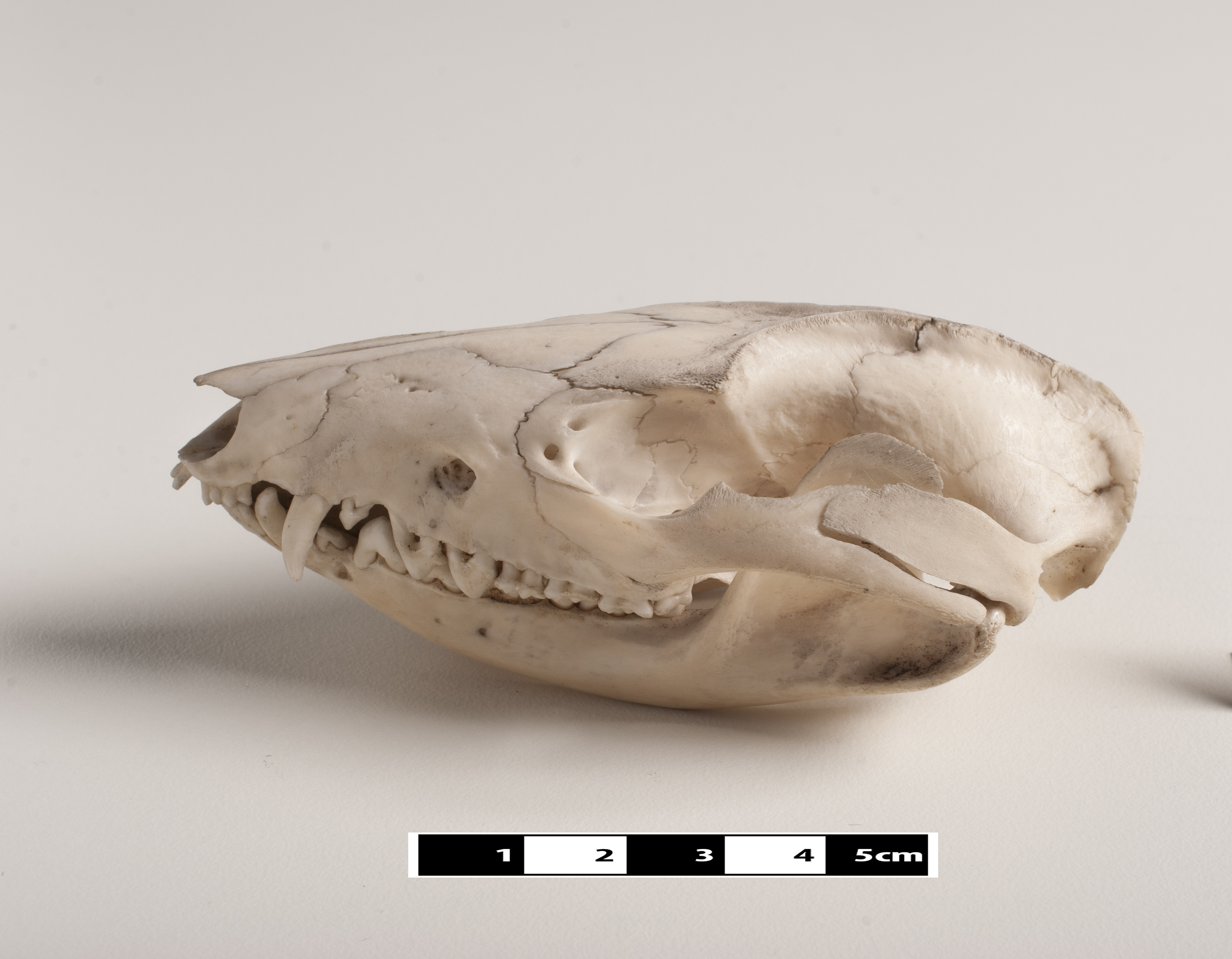
Crânio de Didelphis aurita

O gambá-de-orelha-preta, em média, possui 37 centímetros de comprimento no corpo, e outros 33 centímetros em sua cauda. Por esse motivo, é uma das maiores espécies de marsupais no Brasil. Pesam entre 1,3 e 1,5 kg, com as fêmeas sendo ligeiramente mais leves e menores.
Sua coloração é cinza ou preta, com uma camada de sobre-pelos com pontas brancas. Seu rosto é marcado por três estrias escuras, uma junto a cada olho e uma ao longo da linha mediana do rosto. As fêmeas apresentam, em média, nove mamilos protegidos pelo marsúpio. Possui uma glândula que exala odor desagradável na região posterior do corpo que é liberado quando o animal se sente ameaçado e é obrigado a se fingir de morto.

## Ecologia

### Alimentação e hábitos
O gambá-de-orelha-preta é onívoro e se alimenta de artrópodes (sobretudo Hymenoptera, Isoptera e Coleoptera), pequenos vertebrados (roedores, aves e lagartos) e frutos.

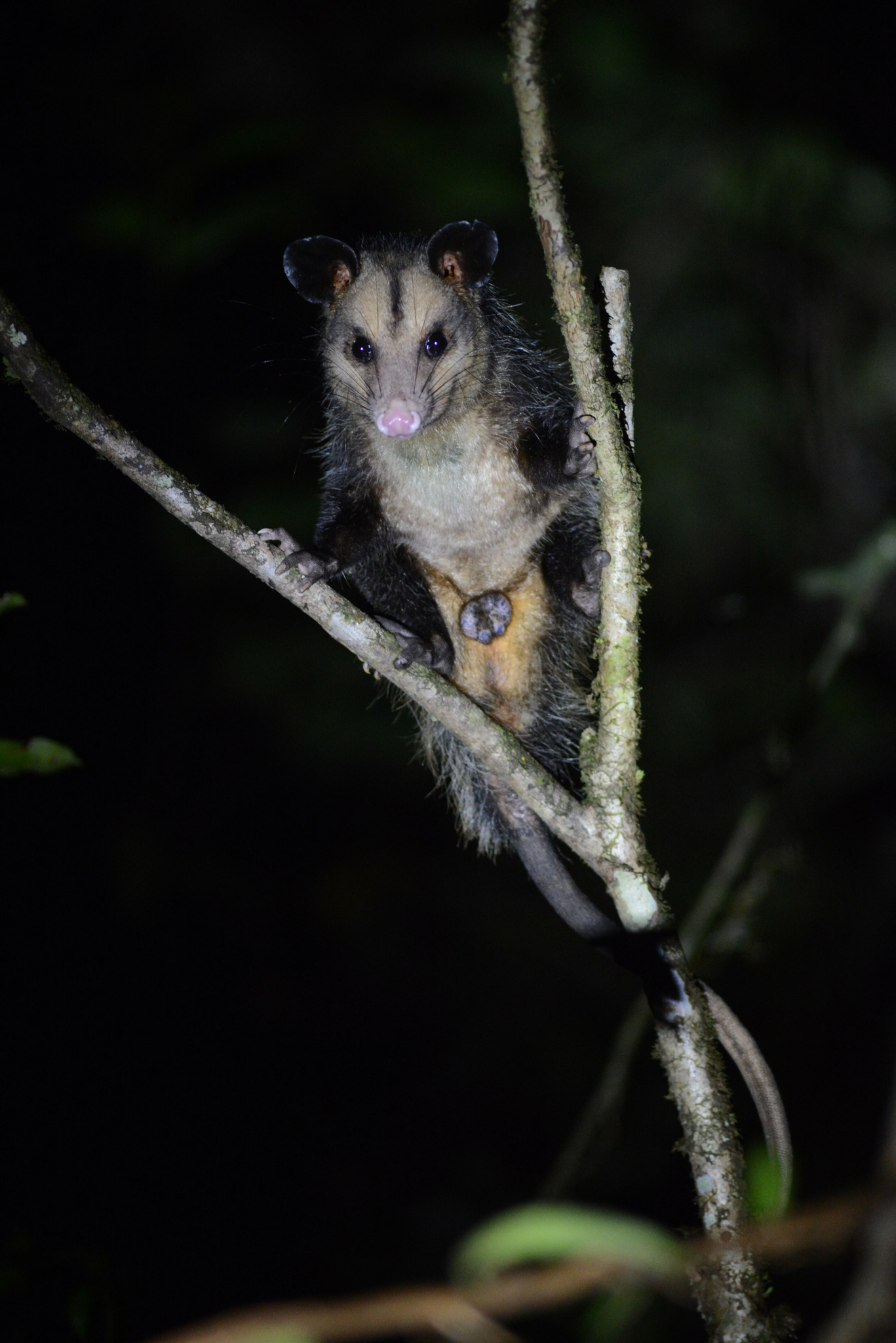
Didelphis aurita

Sua área de vida varia entre 1,3 e 9,5 hectares, mas num dia varia entre 0,5 e 2,7 hectares. As fêmeas costumam movimentar-se menos, sobretudo em busca de recursos, e possuem território mais estável. Os machos, por sua vez, alteram seu padrão de deslocamento durante o período de acasalamento. Sua locomoção, em grosso modo, é terrestre; é capaz de utilizar todos os estratos da floresta, porém utiliza predominantemente o solo para seu deslocamento. 
O gambá-de-orelha-preta é solitário e notívago; o período de maior atividade da espécie se concentra do pôr-do-sol até a meia noite. Em cativeiro, vivem até quatro anos, já sendo capazes de se reproduzir a partir dos cinco meses. Normalmente acasalam duas vezes ao ano, gerando prole entre a metade da estação seca e o fim da estação chuvosa. Em média, cada ninhada gera de 6,5 a 8,6 filhotes.

### Habitat
Esta espécie é encontrada nas Matas Atlântica e Araucária, vivendo em matas primárias e secundárias. Também é encontrado em florestas que foram fragmentadas pelo desenvolvimento urbano e pelo desmatamento.

## Conservação
Esta espécie está listada como pouco preocupante devido à sua ampla distribuição, presumivelmente grande população, tolerância à modificação do habitat, ocorrência em diversas áreas protegidas (como o Parque Estadual Serra do Mar) e porque é improvável que esteja diminuindo próximo à taxa necessária para se qualificar para listagem em uma categoria ameaçada. Não há grandes ameaças conhecidas, embora o desmatamento afete algumas subpopulações. Apesar de ser caçada ou capturada localmente para alimentação, recreação, como predadora de aves e para o comércio de peles, esta espécie não parece ter sido fortemente afetada pela colonização humana.